# Đặc khu hành chính Sinuiju
Đặc khu hành chính Tân Nghĩa Châu (tiếng Triều Tiên: 신의주 특별 행정구) là một dự án thành lập đặc khu của Cộng hòa Dân chủ Nhân dân Triều Tiên gần biên giới của nước này với Trung Quốc nhằm giới thiệu các yếu tố của kinh tế thị trường kiểu Trung Quốc vào Triều Tiên. Dự án được thành lập vào năm 2002 và một doanh nhân Hoa Kiều ở Hà Lan được bổ nhiệm làm thống đốc, nhưng ông này chưa kịp tựu nhiệm thì đã bị chính quyền Trung Quốc bắt vì tội trốn thuế. Từ đó, dự án không có dấu hiệu gì được xúc tiến tiếp.

## Phân chia hành chính

### Thành phố Tân Nghĩa Châu (신의주시; 新義州市)
- Kwanmun-dong (관문동; 關門洞)
- Ponbu-dong (본부동; 本部洞)
- Sinwon-dong (신원동; 新元洞)
- Yŏkchŏn-dong (역전동; 驛前洞)
- Ch'ŏngsong-dong (청송동; 青松洞)
- Kŭnhwa-dong (근화동; 芹花洞)
- Paeksa-dong (백사동; 白沙洞)
- Paekun-dong (백운동; 白雲洞)
- Ch'aeha-dong (채하동; 彩霞洞)
- Oil-dong (오일동; 五一洞; aka "May 1-dong")
- Apkang-dong (압강동; 鴨江洞)
- Namsang-dong (남상동; 南上洞)
- Namsŏ-dong (남서동; 南西洞)
- Namjung-dong (남중동; 南中洞)
- Namha-dong (남하동; 南下洞)
- Kaehyŏk-dong (개혁동; 改革洞)
- Haebang-dong (해방동; 解放洞)
- P'yŏnghwa-dong (평화동; 平和洞)
- Minp'o-dong (민포동; 敏浦洞)
- Namsong-dong (남송도; 南松洞)
- Sinnam-dong (신남동; 新南洞)
- Sinp'o-dong (신포동; 新浦洞)
- Sumun-dong (수문동; 水門洞)
- Nammin-dong (남민동; 南敏洞)
- Tongha-dong (동하동; 東下洞)
- Tongjung-dong (동중동; 東中洞)
- Tongsang-dong (동상동; 東上洞)
- Ch'insŏn 1-dong (친선일동; 親善1洞)
- Ch'insŏn 2-dong (친선이동; 親善2洞)
- Pangjik-dong (방직동; 紡織洞)
- Majŏn-dong (마전동; 麻田洞)
- Hadan-ri (하단리; 下端里)
- Sangdan-ri　(상단리; 上端里)
- Taji-ri　(다지리; 多智里)
- Sŏngsŏ-ri (성서리; 城西里)
- Part of Sŏnsang-dong (선상동; 仙上洞)
- Part of Yŏnha-dong　(연하동; 煙下洞)
- Part of Songhan-dong　(송한동; 送瀚洞)
- Part of Ryusang 1-dong　(류상일동; 柳上1洞)
- Part of Ryŏnsang 1-dong (련상일동; 蓮上1洞)
- Part of Paekt'u-dong (백투동; 白土洞)
- Part of T'osŏng-ri (토성리; 土城里)
- Part of Ryuch'o-ri (류초리; 柳草里)

### Quận Nghĩa Châu (의주군; 義州郡)
- Sŏho-ri (서호리; 西湖里)
- Part of Hongnam-ri (홍남리; 弘南里)
- Part of Taesan-ri (대산리; 臺山里)

### Quận Diễm Châu (염주군; 鹽州郡)
- Tasa-rodongjagu (다사로동자구; 多獅勞動者區; aka "Tasa workers' district")
- Part of Sŏkam-ri (석암리; 石岩里)

### Quận Thiết Sơn (철산군; 鐵山郡)
- Part of Rihwa-ri (리화리; 梨花里)
- Part of Kŭmsan-ri (금산리; 錦山里)